# Енергія (Львів)
ФК «Енергія» — український футзальний клуб зі Львова. Заснований 1 липня 2001 року. 3-разовий чемпіон України, Володар Суперкубка України 2018 року. 5-разовий Володар Кубка України. Кольори клубу: зелено-білі.

## Історія
1 липня 2001 року, з ініціативи членів спостережної ради ВАТ «Львівобленерго» Олександр Сагури та голови правління Володимира Матвіїшина було створено новий структурний підрозділ підприємства. Його завданням стала організація міні-футбольної команди, яка б відстоювала честь товариства на внутрішній та міжнародній аренах. Так народився СК «Енергія».
Восени 2001-го року «Енергія» дебютувала у розіграшу чемпіонату України серед першолігових колективів західної зони. За його підсумками команда виборола право на участь у фінальному раунді, де зарекомендувала себе з найкращого боку: не знітилась після стартової невдачі, зуміла мобілізуватись, здобути п'ять перемог поспіль, «приміряти» срібні нагороди і заявитись до вищої ліги.
Сезон 2002/2003. У прем'єрному для себе сезоні у вищій лізі «Енергія» посіла сьоме місце із 35 очками та загальним показником 9 перемог, 8 нічиїх, 15 поразок. Різниця забитих і пропущених склала 81-107. Цього ж сезону у розіграші Кубка України команду в 1/8 фіналу зупинив харківський «Олександр», а в розіграші Кубка ліги «енергетики» дійшли до фіналу, де поступилися іншому харківському клубу «Універ-Локо». З огляду на наступні сезони це був чи не єдиний глевкий млинець для «Енергії», адже після цього команда в турнірній таблиці не опускалася нижче четвертого місця. У 2003 році у м. Львові з ініціативи керівництва клубу СК «Енергія» відкрита ДЮСШ «Енергія», де під керівництвом місцевих тренерів почали займатися юні футзалісти.
Сезон 2003/2004. Регулярний чемпіонат «енергетики» завершили на третій сходинці з такими показниками: 11 перемог, 5 нічиїх і 6 поразок і 38 залікових очок. Різниця м'ячів 58-49, а в серії плей-оф поступившись «Єнакієвцю» в трьох поєдинках фінішували на четвертому місці.
У сезоні 2004—2005 років «Енергія» набрала 53 очки, 16 разів перемагала, 5 разів зводила свої матчі до нічиїх і сім разів зазнавала поразки. Але для того, аби увійти у трійку призерів, цього виявилося замало. Як наслідок — четверта сходинка в турнірній таблиці. Не пощастило команді в розіграші національного Кубка та Кубка ліги. В першому турнірі у 1/8 фіналу «Енергія» поступилася «Інтеркасу» — 0:2 і 3:6, а другому — у фіналі «Енергія» розійшлася миром з «ДСС» — 2:2, але в серії післяматчевих пенальті поступилася 6:7.
Сезон 2005—2006 років «Енергія» завершила на другій сходинці. Завадив «зелено-білим» здобути чемпіонство «Шахтар». Причому той же «Шахтар» обіграв львів'ян в драматичному фіналі Кубка України. Сам матч завершився нічиєю 3:3, але в серії пенальті «донеччани» виявилися влучнішими 5:4. У середині сезону львів'яни підсилилися першим легіонером з дальнього зарубіжжя в українському футзалі — Борко Суруджичем.
У сезоні 2006—2007 років на тренерському містку «Енергії» з'явився новий фахівець — Юрій Кобзар. При цьому фахівцю команда заграла по-іншому. Плюс наявність у команді цілої низки талановитих футболістів, гармонійне поєднання зрілих (Кіркіж, Брунько, Паршиков, Піддубний) та молодих (Федюк, Кардаш, Легчанов) майстрів, сумлінна тренерська робота і несамовите бажання увійти до числа грандів (адже до фаворитів українського змагального рівня «Енергія» належить уже давно) вітчизняного 5х5, дали свої результати. Вже зі страту сезону 2006/2007 «зелено-білі» захопили лідерство і не відпустили його до останнього туру. Хоча скептики після першого кола віддавали перевагу суперникам «Енергії», але їхні прогнози так і справдилися. В другому колі підопічні Юрія Кобзаря не те, що не спускали ходу, ба більше його нарощували. «Енергетиків» не міг зупинити ніхто. З 36 матчів у чемпіонаті України «Енергія» перемогла в 31, поступилася тільки 5 разів і жодного разу не зіграла внічию. Цього ж сезону суперникам «наколотили» 150 м'ячів, а пропустили 78. І рекордні для клубу 93 очки принесли перше чемпіонство. До речі, оформили його «енергетики» вдома у львівському дербі проти «ТВД». З Кубком і цього сезону не склалося. Навіть поразка в кубкових зустрічах від «Єнакієвця», майбутнього володаря трофею, не змогла стати тією ложкою дьогтю, котра би зіпсувала бочку з медом.
Сезон 2007—2008 років для «Енергії» став випробуванням, адже усім зрозуміло що після першого в історії чемпіонства суперники зі всією серйозністю налаштовувалися на наші матчі і тому сезон видався важким. Якщо початок чемпіонату вдався, то надалі команді не вистачило стабільності і «Енергія» завершила чемпіонат на другому місці, поступившись чемпіонству донецькому «Шахтарю». Ще, два-три сезони тому, такий результат вважався великим успіхом, але на той момент в команді стояло завдання досягати найвищих вершин, а це завоювання золотих медалей і здобуття Кубку України, в якому ніяк не вдається успішно виступити. Пройшовши основного конкурента українського футзалу донецький «Шахтар», спіткнулися в фіналі сумському «Автомару». Запам'ятався цей сезон і дебютом в Кубку УЄФА, де наша команда виступила доволі успішно. Вдало зігравши в основному раунді, де були такі суперники як португальська «Бенфіка», ми пройшли в елітний раунд де поступилися майбутньому переможцю Кубку УЄФА єкатеринбургській «Віз Сінарі». Цей сезон для команди можна вважати повчальним у багатьох аспектах ведення боротьби як на внутрішній так і на міжнародній аренах.
Першу половину сезону 2008—2009 років «Енергія» відверто провалила, випустивши вперед у турнірній таблиці основних конкурентів у боротьбі за золоті медалі — «Тайм» та «Шахтар». Уже було зрозуміло, що повторити успіх сезону 2006/07 «енергетикам» буде нереально. Зважаючи на це, дії від керівництва клубу не забарилися — після поразки в Івано-Франківську від місцевого «Урагану» у клубі відбувся різкий курс на омолодження складу. Чемпіонат догравала молодь, перед якою не було поставлено жодних завдань. Коли керівництво львівської футзальної «Енергії» зробило різкий курс на омолодження складу, тодішній головний тренер команди Юрій Кобзар також виявив бажання припинити співпрацю з «зелено-білими». Його місце зайняв Микола Сич, який тривалий час був помічником Юрія Кобзаря. На плечі нового наставника лягло непросте завдання: до наступного чемпіонату зберегти кістяк команди і зробити із перспективної місцевої молоді гравців хорошого рівня. Оновленій «Енергії» довго не вдавалося здобути у національному чемпіонаті першу перемогу. Утім, невтішна серія без перемог перервалася у Рівному, де львів'яни обіграли місцевий МФК — 9:7. А остання домашня гра проти міцного івано-франківського «Урагана» (2:2) тільки підтвердила факт, що нова «Енергія» крокує вірною дорогою.
Сезон 2009/2010 для «Енергії» став особливим, адже перед оновленою «зелено-білою» командою було поставлено чемпіонські завдання. У період міжсезоння наставнику «Енергії» Миколі Сичу на плечі лягло доволі непросте завдання — зліпити боєздатну команду із відомих у футзалі виконавців, таких як Іван Ільницький, Олексій Петрушин, Євген Рогачов, Михайло Романов, Сергій Задорожній, Дмитро Іванов. Уже перший тур нового чемпіонату довів, що «Енергія» сезону 2009/10 може створити проблеми будь-якому супернику. Мінімальна поразка від донецького «Шахтаря» у вкрай напруженій боротьбі тільки підтвердила високі наміри львівської команди у цьому сезоні. До речі, саме «Шахтар» і став єдиною командою у чемпіонаті, яку «енергетики» не змогли обіграти бодай одного разу. Серед найкращих матчів команди у сезоні — вольова перемога над чинним чемпіоном України, львівським «Таймом». Наступний матч між цими командами, як і цей, увійшов в історію українського футзалу, «Енергетики» цього дня стали бронзовими призерами чемпіонату, адже головний конкурент за бронзові медалі, івано-франківський «Ураган», поступився «Єнакієвцю». Відтак, львівська команда стала недосяжною для переслідувача. «Енергії» хоч і не вдалося виконати максимальне завдання, а саме стати чемпіонами України, однак львів'яни вперше у своїй історії приміряли бронзові медалі.
В середині сезону 2010—2011 (на початку січня 2011 року) «Енергію» очолив Станіслав Гончаренко, а команду підсилили добре знайомі йому по роботі у львівському «Таймі» виконавці. Невдовзі «зелено-білі» у Запоріжжі здобули Кубок України. У фінальному матчі вони з рахунком 2:1 перемогли «Кардинал-Рівне». У складі львів'ян влучними ударами відзначилися Михайло Романов та Валерій Легчанов. А ось тріумфувати в чемпіонаті «Енергії» не вдалося. У фінальному поєдинку «зелено-білих» із івано-франківським «Ураганом» знадобився п'ятий матч. У вирішальній битві перемогли франківці — 2:1. Отож, «Енергія» виборола срібло.
Сезон 2011-12 став найуспішнішим в історії «Енергії». «Зелено-білі» зуміли оформити золотий дубль — вибороти титул переможця чемпіонату, який проходив під егідою новоствореної організації — Екстра-ліга, та стати володарями Кубка України. Сезон «енергетикам» без осічок пройти не вдалося. В Екстра-лізі команда Станіслава Гончаренка зазнала 2 поразок та 5 матчів звела внічию. В інших 17-ти іграх підопічні Станіслава Гончаренка перемогли. Наприкінці чемпіонату львів'янам ніяк не вдавалося поставити чемпіонську крапку. Зробити це вони могли, обігравши дома «Ураган», але цей матч завершився внічию. Оформити достроково чемпіонство не вдалося і в Харкові, де «Енергія» програла «Локомотиву». А ось у заключному турі Екстра-ліги «зелено-білі» переграли «Єнакієвець» і, випередивши «Локомотив» на одне очко, офіційно стали чемпіонами України. За тиждень підопічні Станіслава Гончаренка в Івано-Франківську вибороли національний Кубок. Причому у «Фіналі чотирьох» вони обіграли двох принципових суперників — спершу «Ураган», а потім «Локомотив».
В сезоні 2012—1013 «Енергією» почергово керували три наставники. Готував «зелено-білих» та провів разом з ними першу половину чемпіонату Станіслав Гончаренко. У розіграші Кубка УЄФА галичани дійшли до елітного раунду. 29 листопада 2012 року через сімейні обставини Станіслав Гончаренко подав у відставку. Виконувачем обов'язків було призначено Миколу Сича. Після низки вдалих матчі він став повноцінним тренером команди. Згодом у «зелено-білих» почалася довга безвиграшна серія, через що 11 квітня Миколу Сича було відправлено у відставку. Його місце зайняв Олександр Косенко, а граючим тренером став Максим Павленко. Під керівництвом цього тандему «енергетики» 29 квітня утретє поспіль вибороли Кубок України. У фіналі вони в серії післяматчевих пенальті обіграли «ЛТК». У плей-оф львів'яни вийшли з четвертого місця і в півфіналі програли майбутньому чемпіону — харківському «Локомотиву». А у бронзовій серії галичани здолала «ЛТК», хоча у першій грі зазнали рекордного розгрому (9:0). Відтак, «Енергія» вдруге у своїй історії здобула бронзовий комплект нагород.
На початку 2014 року у команді почалися фінансові негаразди. Фінансову допомогу команді почали надавати президенти колишніх львівських команд «Тайму» та ТВД Роман Кедик та Мирон Кіндій.
У сезоні 2015/16 «Енергія» втретє виграла чемпіонство. Хоча в регулярній першості «Енергія» була далеко позаду харківського «Локомотива» (45 очок проти 37), у фінальній серії проти нього вдалося здобути перемогу: 3:2, 2:3, 0:6, 5:2, 5:3. За підсумками чемпіонату 2015—2016 лауреатами Екстраліги визнано зразу чотирьох гравців «Енергії»: найкращим бомбардиром — Михайла Грицину, найкращим гравцем — Миколу Грицину, найкращим воротарем — Володимира Кардаша і найкращим тренером — Максима Павленка.
У Суперкубку України 2016 львів'яни поступилися «Локомотиву» з рахунком 0:7.
До сезону 2020/2021 включно «Енергія» проводила свої домашні матчі на майданчику Палацу спорту «Галичина», а з вересня 2021 року на майданчику «Боско-Арени».

## Титули та досягнення
Чемпіон України (3): 2006/2007, 2011/2012, 2015/2016

 Срібний призер чемпіонату України (7): 2005/2006, 2007/2008, 2010/2011, 2013/2014, 2016/2017, 2017/2018, 2023/2024

 Бронзовий призер чемпіонату України (3): 2009/2010, 2012/2013, 2014/2015
- Володар Кубка України (5 (рекорд)): 2010/2011, 2011/2012, 2012/2013, 2013/2014, 2017/2018
- Фіналіст Кубка України: 2006
- Володар Суперкубка України: 2018
- Фіналіст Суперкубка України (6 (рекорд)): 2006, 2007, 2011, 2013, 2014, 2016 рр.
- Фіналіст Кубка ліги (2): 2003, 2005

 Переможець турніру «Dina Open Cup» (Москва): 2007 р.

 Переможець турніру енергетиків м. Новолукомль (Білорусь) (2): 2002, 2003 рр.

 Переможець Кубка Галичини (Львів) (2): 2004, 2006 рр.

 Переможець турніру Beskid Futsal Cup: 2011 р.

 Бронзовий призер турніру Lviv Open Cup: 2013 р.

## Рекордсмени клубу

### Гравці з найбільшою кількістю голів (Вища ліга+Екстра-ліга)
Станом на 11 липня 2025
| #  | Ім'я             | Період                        | Чемпіонат | Кубок+Суперкубок | Кубок УЄФА | Всього |
| -- | ---------------- | ----------------------------- | --------- | ---------------- | ---------- | ------ |
| 1  | Тарас Кузь       | 2006-2010 2013-2025           | 164       | 29               | 4          | 197    |
| 2  | Валерій Легчанов | 2003-2009 2011-2014           | 142       | 21               | 6          | 174    |
| 3  | Максим Павленко  | 2010-2016                     | 98        | 17               | 7          | 122    |
| 4  | Андрій Федюк     | 2002-2011 2014-2018           | 95        | 18               | 2          | 115    |
| 5  | Сергій Піддубний | 2002-2009                     | 88        | 10               | 3          | 101    |
| 6  | Сергій Тригубець | 2002-2005 2009-2010 2011-2013 | 86        | 9                | 0          | 95     |
| 7  | Євген Рогачов    | 2009-2014                     | 78        | 15               | 0          | 93     |
| 8  | Михайло Грицина  | 2013-2017 2024-2025           | 74        | 13               | 0          | 87     |
| 9  | Віталій Брунько  | 2004-2008                     | 76        | 5                | 2          | 83     |
| 10 | Андрій Паршиков  | 2003-2008                     | 64        | 11               | 5          | 80     |

Примітка: враховані голи у чемпіонаті лише у Екстра-лізі (Вищій лізі)

### Гравці з найбільшою кількістю матчів
Станом на 11 липня 2025 року

Примітка: враховані матчі у чемпіонаті лише у Екстра-лізі (Вищій лізі)

## Ювілейні голи

### В Екстра-лізі (Вищій лізі) чемпіонату України[11]
| #  | Ім'я             | Період                        | Чемпіонат | Кубок+Суперкубок | Кубок УЄФА | Всього |
| -- | ---------------- | ----------------------------- | --------- | ---------------- | ---------- | ------ |
| 1  | Тарас Кузь       | 2006-2010 2013-2025           | 328       | 48               | 6          | 382    |
| 2  | Володимир Кардаш | 2004-2009 2009-2018 2024-2025 | 302       | 51               | 12         | 365    |
| 3  | Степан Струк     | 2008-2015 2016-н.ч.           | 291       | 51               | 9          | 351    |
| 4  | Андрій Федюк     | 2002-2011 2014-2018           | 292       | 50               | 8          | 350    |
| 5  | Валерій Легчанов | 2003-2009 2011-2014           | 254       | 38               | 11         | 303    |
| 6  | Андрій Луців     | 2001-2011                     | 217       | 35               | 5          | 257    |
| 7  | Олег Легендзевич | 2015-2024                     | 201       | 27               | 3          | 231    |
| 8  | Віталій Радевич  | 2014-2019 2022-2025           | 197       | 25               | 3          | 225    |
| 9  | Сергій Піддубний | 2002-2009                     | 185       | 26               | 5          | 216    |
| 10 | Сергій Вацяк     | 2003-2009                     | 164       | 25               | 6          | 195    |

{| align="left" class="standard"
|+
! |Гол
! |Футболіст
! |Суперник
! |Рахунок
! |Дата
|-----
! |1
| Василь Климко
| «Єнакієвець» (д)
| 4:4
| 3 серпня 2002
|-----
! |100
| Сергій Вацяк
| «Універ-Локо» (д)
| 3:4
| 18 квітня 2004
|-----
! |200
| Валерій Легчанов
| «Будівел» (г)
| 5:2
| 11 грудня 2004
|-----
! |300
| Андрій Луців
| «ЛТК» (г)
| 7:4
| 8 жовтня 2005
|-----
! |400
| Олександр Бондар
| «Ураган» (г)
| 5:2
| 10 травня 2006
|-----
! |500
| Андрій Паршиков
| «ТВД» (д)
| 8:0
| 18 квітня 2007
|-----
! |600
| Олександр Кондратюк
| «Кардинал» (д)
| 6:0
| 25 листопада 2007
|-----
! |700
| Сергій Піддубний
| «ТВД» (д)
| 2:1
| 20 грудня 2008
|-----
! |800
| Сергій Задорожній
| «Єнакієвець» (г)
| 9:2
| 6 лютого 2010
|-----
! |900
| Євген Рогачов
| «Моноліт» (д)
| 5:0
| 18 лютого 2011
|-----
! |1000
| Сергій Якунін
| «Кардинал-Рівне» (г)
| 1:1
| 4 січня 2012
|-
!1100
|Ільдар Макаєв
|«Спортлідер+» (г)
|4:4
|20 квітня 2013
|-
!1200
|Максим Павленко
|«Єнакієвець» (н.п)
|1:2
|15 травня 2014
|-
!1300
|Микола Грицина (1-й м'яч)
|ЛТК-ІНБЕВ-НПУ (д)
|3:1
|18 вересня 2015
|-
!1400
|Роман Кордоба (1-й м'яч)
|«Сокіл» (г)
|5:3
|19 жовтня 2016
|-
!1500
|Степан Струк
|«Ураган» (д) 
|5:1
|23 грудня 2017
|-
!1600
|Мар'ян Пелех
|«ІнБев» (г)
|2:4
|14 вересня 2019
|-
!1700
|Віталій танський
|«Де Трейдінг» (г)
|5:1
|27 листопада 2020
|-
!1800
|Мар'ян Пелех (1-й м'яч)
|«Кардинал-Рівне» (г)
|3:0
|28 січня 2022
|+
|}

## Цікаві факти
- Офіційним символом клубу є лев на ім'я Алекс. Символ клубу придумали уболівальники: оскільки символом Львова є лев, то вирішили що цар звірів буде і талісманом команди. За зовнішнім виглядом лев вийшов спортивним, «накачаним», він повинен спонукати молодь до занять спортом[12]. Офіційно[13] лев став талісманом клубу 29 листопада 2012 року, коли його було представлено під час тренування команди. Алекс став другим талісманом міні-футбольної команди в Україні, після дракона Уракоші з «Урагану».